# 테니스 코트의 서약

테니스 코트의 서약 (1789년 6월 20일)

테니스 코트의 서약( - 誓約, 프랑스어: Serment du Jeu de paume, 영어: Tennis Court Oath, 1789년 6월 20일)은 1789년에 열린 삼부회에서 표결방식에 불만을 품은 평민대표들이 별도로 '국민의회'를 결성하자, 이에 분노한 루이 16세가 회의장 폐쇄로 맞섰고, 평민대표들은 테니스 코트로 이동한후 헌법제정을 목적으로 '국민의회' 해산 거부를 서약한 사건을 말한다.
1789년 5월, 프랑스 국왕 루이 16세는 세금인상을 통해 국가 재정파탄을 막으려고 신분 대표들을 소집하여 삼부회를 개최하였다. 그러나 심의와 표결방식을 두고 갈등이 발생하였는데, 신분별 표결방식을 채택할 경우에 기득권 유지를 위해 제1신분인 성직자와 제2신분인 귀족 대표가 협력하여 2대1이 되므로 제3신분인 평민들이 불리했다.
평민대표들은 머릿수 표결을 원했으나 이것 때문에 갈등이 장기화되자 평민대표들이 자신들이 국민의 98%를 대표한다는 주장과 함께 6월 17일에 별도로 '국민의회'를 결성하였다. 아울러 자신들의 동의 없이 어떠한 세금도 징수할 수 없다고 선언했다. 분노한 루이 16세는 '국민의회'의 해산을 명령한후 회의당을 폐쇄해 버렸다. 6월 20일, 평민대표들은 테니스 코트로 이동하여 헌법을 제정할 것과 그때까지 '국민의회'를 해산하지 않을 것을 서약했다.
국왕은 무력으로 국민의회를 강제해산하려 하였고 국민의회를 보호하기 위해 파리시민들이 바스티유 감옥을 습격하여 무장을 하며 대항하였다. 이로써 프랑스 혁명이 발발하였는데, 결국 테니스 코트의 서약이 프랑스 혁명의 도화선이 되었다…

## 역사적 배경

### 국가 재정 파탄

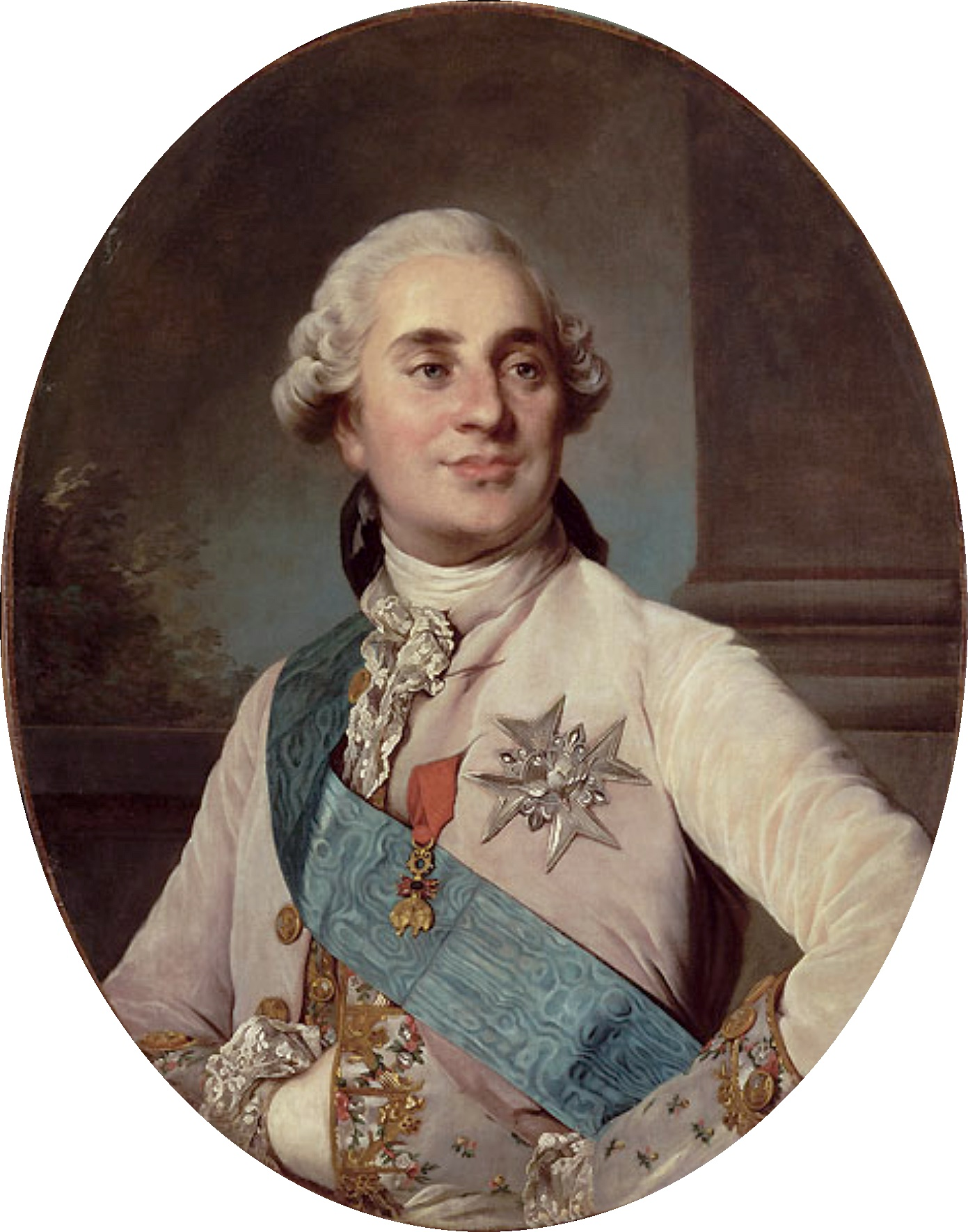
20살 때의 루이 16세

1774년 5월 10일 루이 15세가 천연두로 서거하자 1775년 루이 16세가 노트르담 대성당에서 대관식을 거행하였다. 루이 16세는 즉위 직후부터 만성적인 재정난에 계속 골치를 썩어야만 했다. 궁전의 경비 등으로 인하여 초래된 재정 악화는 루이 14세의 치세 말기부터 시작되어 루이 15세 치세하에서도 호전되지 못했고 루이 16세가 즉위할 즈음에는 다른 나라로부터 빚을 지는 처지가 되었다.

### 미국 독립혁명 지원
미국 독립 혁명에 개입해서 미국을 지원한것은 프랑스 경제에 악영향을 미쳤다. 7년 전쟁(1756~1763)에서 패하면서 영국과의 해외식민지 경쟁에서 뒤쳐지게 되었다. 프랑스 정부는 이를 만회하고자 했고, 또한 만약 영국이 전쟁에서 승리할 경우에 프랑스의 아메리카 대륙 진출이 제약받을 수 있기 때문에 1775년에 발발한 미국 독립혁명 전쟁에 개입하기 시작하였다. 1778년부터 미국편에 서서 전쟁에 참가하여 1783년 파리조약으로 북아메리카 13개 주의 독립을 도왔으나 정작 프랑스는 옛 누벨 프랑스의 영토를 회복하는 데 실패하고 전비만을 지출하여 재정을 더욱 악화시키고 말았다.

### 개혁 시도

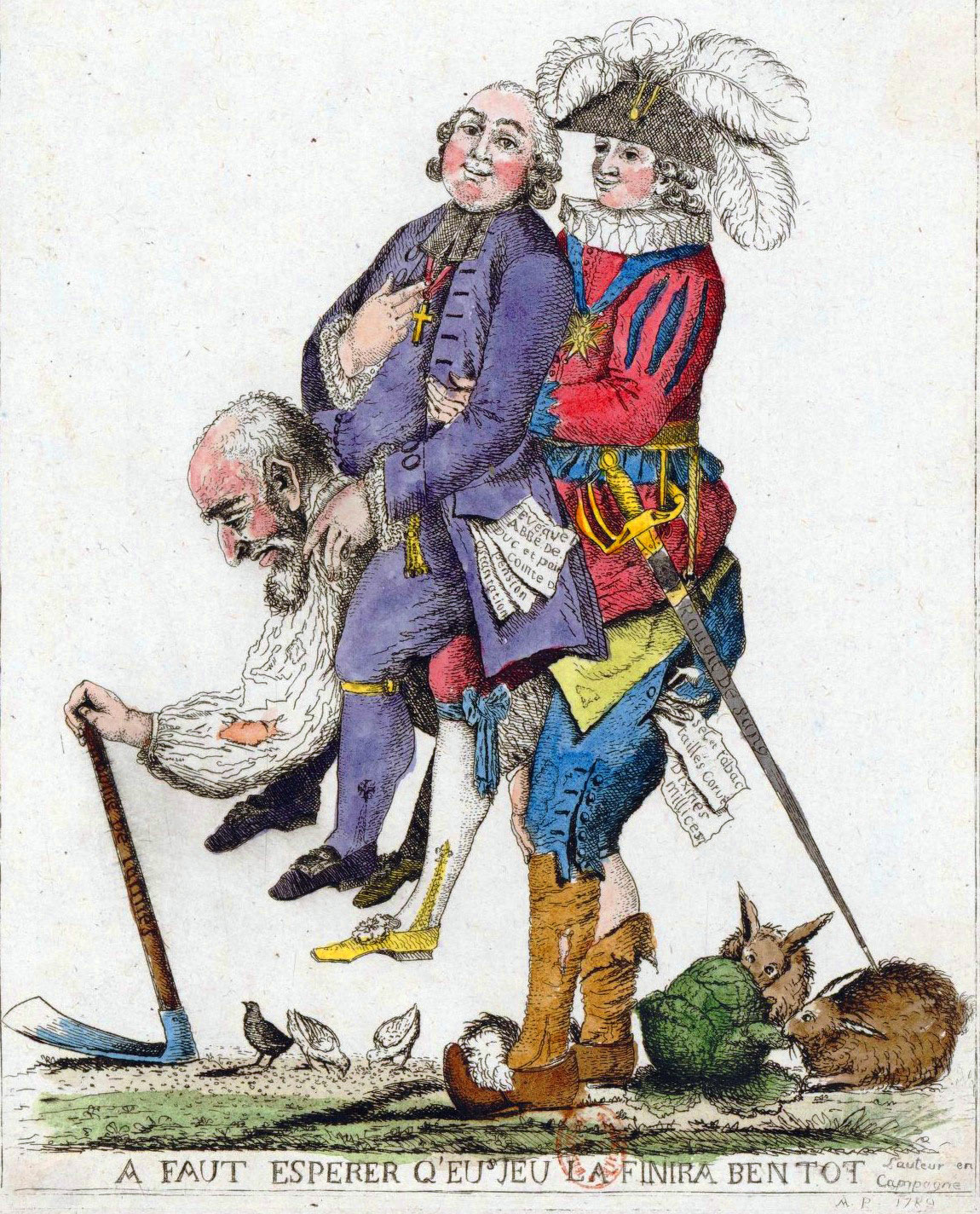
구체제의 모순을 풍자한 만평 제3 신분이 제1, 2 신분을 업고 있다.

루이 16세는 사태의 심각성을 깨닫고 튀르고, 네케르, 칼론, 브리엔느등 유능한 행정가들을 차례로 재무부장관으로 임명하여 개혁을 추진하였다. 그러나 공채발행이라는 미봉책에는 한계가 있었고 세제개혁은 수구적인 귀족들의 저항에 부딪쳤으며 궁정 경비 삭감은 왕실의 거부로 번번히 무산되고 말았다. 이에 루이 16세는 부르봉 왕조의 존속을 위해서라도 좀 더 과감하게 밀어붙여야 했음에도 불구하고 우유부단한 성격 때문에 시간만 질질 끌다가 상황을 더욱 악화시키고 말았다.

### 명사회 개최
1787년이 되자 상황이 절망적인 수준으로 악화되었다. 빵의 품귀와 물가 폭등으로 민중의 불안이 증가했고 폭동과 시위가 잇달았다. 1787년 2월, 루이 16세는 144명의 귀족과 성직자로 구성된 명사회를 소집해 대책을 논의했다. 재무부 장관 칼론은 150년 만에 소집된 명사회에서 국가 재정을 살리기 위해 인지세와 토지세 인상등 세제 개혁을 제안했다. 또한 많은 토지를 소유한 귀족이나 로마 가톨릭교회 성직자와 같은 특권 계급에 대한 과세도 논의 주제로 삼았다.
바닥난 국가 재정을 보충하기 위해서는 제1신분(성직자)와 제2신분(귀족)에게 과세를 할 수밖에 없었다. 그러나 면세 혜택을 받는 특권층이었던 명사회의 대다수는 이를 반대했다. 새로운 채권 발행, 곡물 거래 자유화 등만 승인하고 명사회는 5월에 해산되었다. 세제개편안 때문에 칼론은 정적들로부터 공격을 받았으며, 1787년 4월 8일에 루이 16세는 그를 해임하였다. 칼론의 후임으로는 툴루즈 대주교인 브리엔을 임명하였다.

### 삼부회 개최
명사회는 1,2 신분인 귀족과 성직자로만 구성되었기에 면세 특권층인 이들에게 징세추징을 위한 세제 개혁안을 승인 받는 것은 근본적으로 불가능했다. 도처에서 삼부회 개최에 대한 요구가 빈번했고 1788년 8월 8일, 재무부 장관 브리엔은 국왕으로부터 삼부회 소집을 허락받았다. 8월 16일, 국고가 바닥나서 국가 지불 정지가 선언되었다. 8월 25일, 약탈과 폭동이 빈발하는 가운데 루이 16세는 브리엔을 해임하고 네케르를 다시 불러들였다.

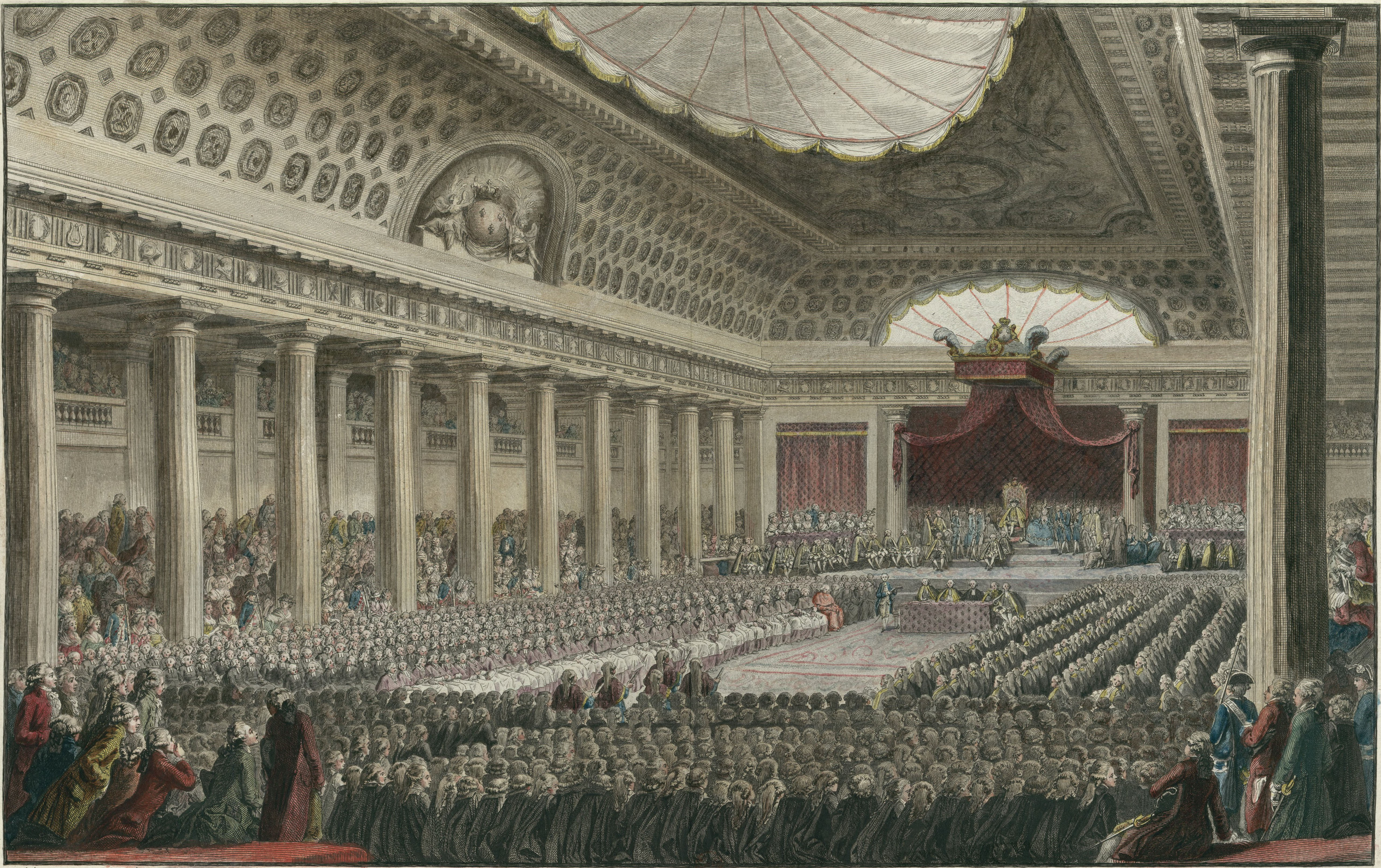
1789년 5월 5일 베르사유 궁전의 삼부회 개회식

네케르는 공채발행을 통해 위기를 수습하였다. 1789년초가 되자 삼부회 대표를 선출하는 선거가 진행되었다. 선거분위기가 확산되면서 정치적 인쇄물이 늘어나고 정치토론이 활성화되었으며 여러 정치담론이 형성되었다. 삼부회는 1614년의 선례에 따라 각 신분별 동일한 인원수로 대표를 구성할 예정이었다. 그러나 제3신분(평민)은 지방 의회에서처럼 평민대표의 인원은 2배가 되어야 한다고 요구했고, 결국 이 요구는 관철되었다.
1789년 5월 5일, 175년만에 루이 16세는 삼부회를 베르사유 궁전에서 열었다. 성직자 290명, 귀족 270명, 평민 585명의 대표가 참석하였다. 그러나 삼부회는 초반부터 인원별 표결과 신분별 표결을 놓고 의견이 충돌하며 난항이 거듭되었다. 신분별 투표방식은 각 신분별 의결후 1표만 행사할 수 있다. 특권층인 귀족과 성직자가 기득권 수호를 위해 협력하므로 대부분 2대 1이 되어 제3신분인 평민이 불리했다. 평민들의 세금증액안은 가결될 것이고 면세 특권층인 성직자와 귀족에게 세금을 징수하는 세제개혁안은 부결될 것이 분명했다. 투표방식이 신분별로 결정될 경우에 제3신분인 평민들은 토론, 심의등 삼부회를 진행해야할 어떠한 의미도 없었다. 제1신분과 제2신분은 분리 심의와 신분별 투표를 주장했고, 제3신분은 합동 심의와 인원별 투표를 주장하였다. 결국 해결점을 못찾고 첨예한 대립으로 파행은 장기화되었다.

## 사건의 진행
- 1789년 6월 10일: 의결 방법을 둘러싸고 분규를 거듭한 삼부회에 대해 “때는 왔다. 닻줄을 잘라라!”라는 시에예스 연설로 제3신분은 독자적인 행동을 취할 것을 선언했다.

- 6월 17일: 오노레 가브리엘 미라보가 이끄는 제3신분은 스스로 집회를 열고, 자신들이 국민의 96%를 대표한다는 주장과 함께 ‘국민의회’(National Assembly)[17]라고 칭하기에 이르렀다.[18] 아울러 어떠한 세금도 자신들의 동의 없이 징수할 수 없다고 선언했다.[19] 이와 같이 독자적으로 심의를 진행시킨 제3신분의 행동에 개명파의 성직자들과 일부 귀족들도 점차적으로 합류하기 시작했다. 초대 의장으로는 장 실뱅 바이이(Jean Sylvain Baillie, 1736~1793)을 추대했다.[20]

- 6월 19일: 격론 끝에 마침내 제1신분 의원이 제3신분의 심의에 합류하기로 결정했지만, 이에 위협을 느낀 왕의 동생 아르투아 백작 등 강경파가 국왕을 재촉하여 한밤 중에 회의장을 폐쇄하였다.

- 6월 20일: 국민의회는 회의장을 베르사유 궁전의 테니스코트 건물[21]로 옮기고, 자신들의 요구가 승인되어 헌법이 제정될 때까지는 이 의회를 해산하지 않는다고 서약 했다.

- 6월 24일: 이 국민의회에는 제3신분에 가까운 많은 로마 가톨릭 사제[22]와 자유주의적 귀족 47명도 합류했다.

- 7월 9일: 〈헌법제정국민의회〉라 칭하여, 인민의 최고입법 기관으로서 프랑스 헌법 제정에 착수했다.

## 테니스 코트 서약문

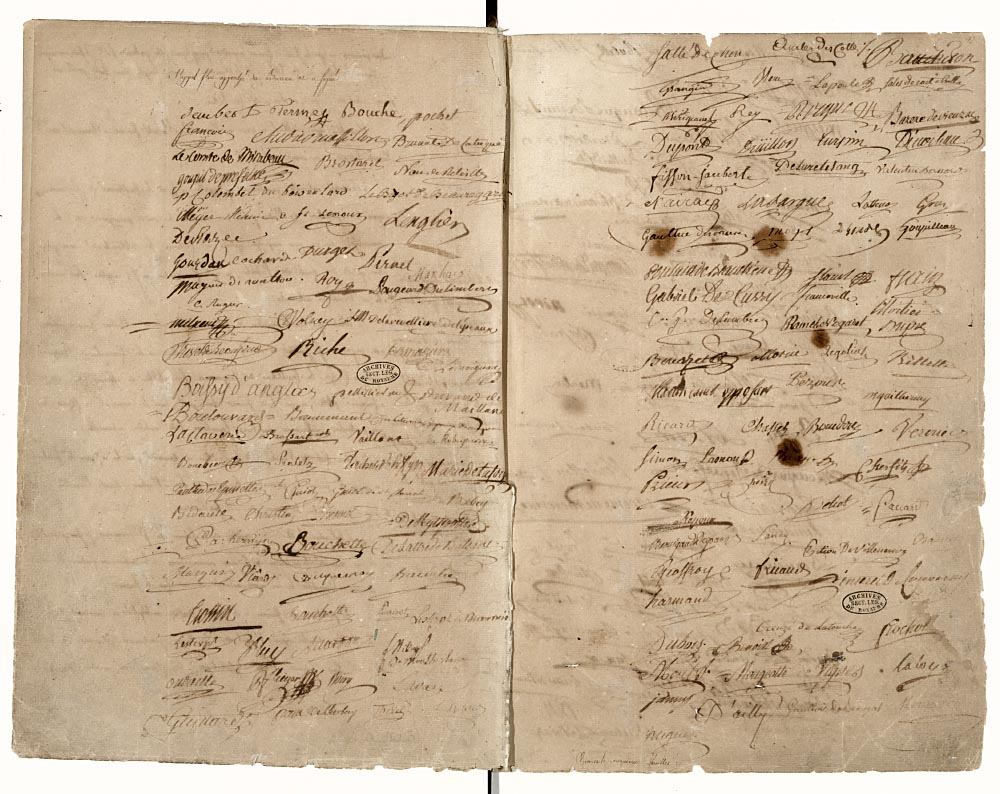
테니스 코트 서약문 (1789년 6월 20일)

국민 의회 (The National Assembly)
국민의회는 헌법 수립, 공공질서의 재건, 군주제의 참된 원칙을 유지하기 위해 소집되었다는 것을 고려할때, 그 장소를 불문하고 그 누구도 심의가 진행되는 것을 막을 수 없으며, 구성원들이 모여있는 곳이라면 그 장소가 어디든지 불문하고 합법적인 의회기구가 된다.
모든 구성원은 헌법이 제정되고 굳건한 토대 위에 세워질 때까지 절대로 해산하지 않을것이며 필요할 때면 언제든지 모일 것임을 엄숙히 선서하며, 이 선서를 맹세함에 있어서 모든 구성원이 서약을 통하여 우리의 결의가 변함없음을 확인한다.

우리는 헌법이 제정되기 전까지는 절대로 해산하지 않을 것이며 필요할 때면 언제든지 모일 것임을 맹세한다.

## 결과와 영향
국왕 루이 16세는 군대를 동원하여 테니스 코트의 국민의회를 해산하려 시도했다. 파리 시민들은 국민의회를 보호하기 위해서 7월 14일 바스티유 감옥을 습격하여 무장을 한후 이에 대항하였다. 이로써 프랑스 혁명이 발발했다. 국민의회가 주도한 혁명세력이 정국을 주도하며 봉건제 폐지, 시민의 권리선언 등을 하였다. 루이 16세는 이를 거부하였고 양측의 대립은 10월 5일 베르사유 행진으로 이어졌다. 분노한 6,7천 명의 부녀자들이 베르사유 궁전에 난입하여 왕과 그 일가를 파리의 튈르리궁에 강제 이주시켰다. 개혁 작업이 한창 진행중인 1791년 6월에 왕과 그의 가족이 오스트리아로 도주하려다 붙잡히는 바렌 사건이 터졌다. 파리로 후송된 왕과 가족들은 탕플 탑에 유폐되었다. 혁명으로 인한 혼란은 지속되던중 루이 16세는 재판을 받고 1793년 1월 21일 처형되고 말았다.

## 갤러리

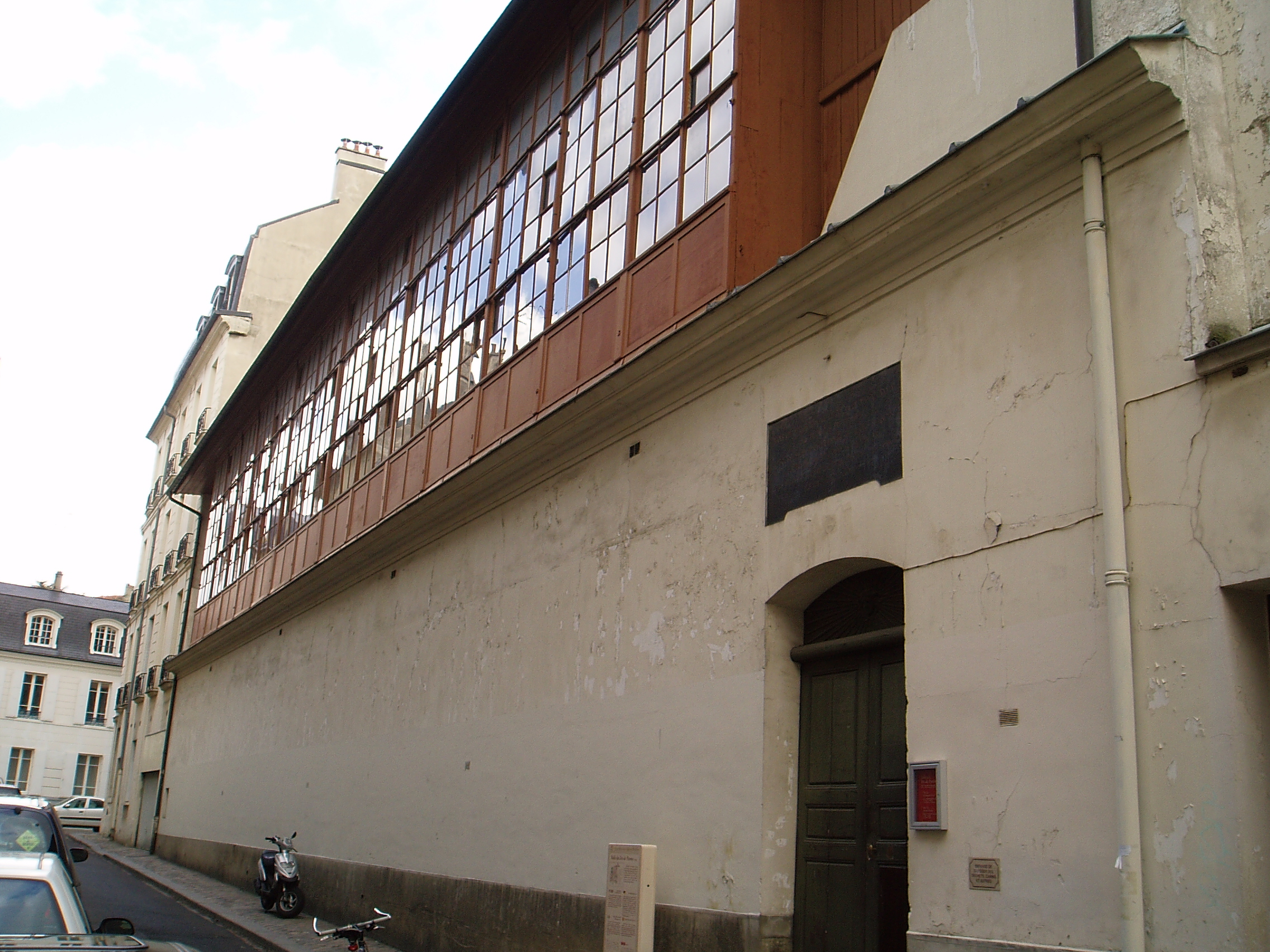
건물 외관
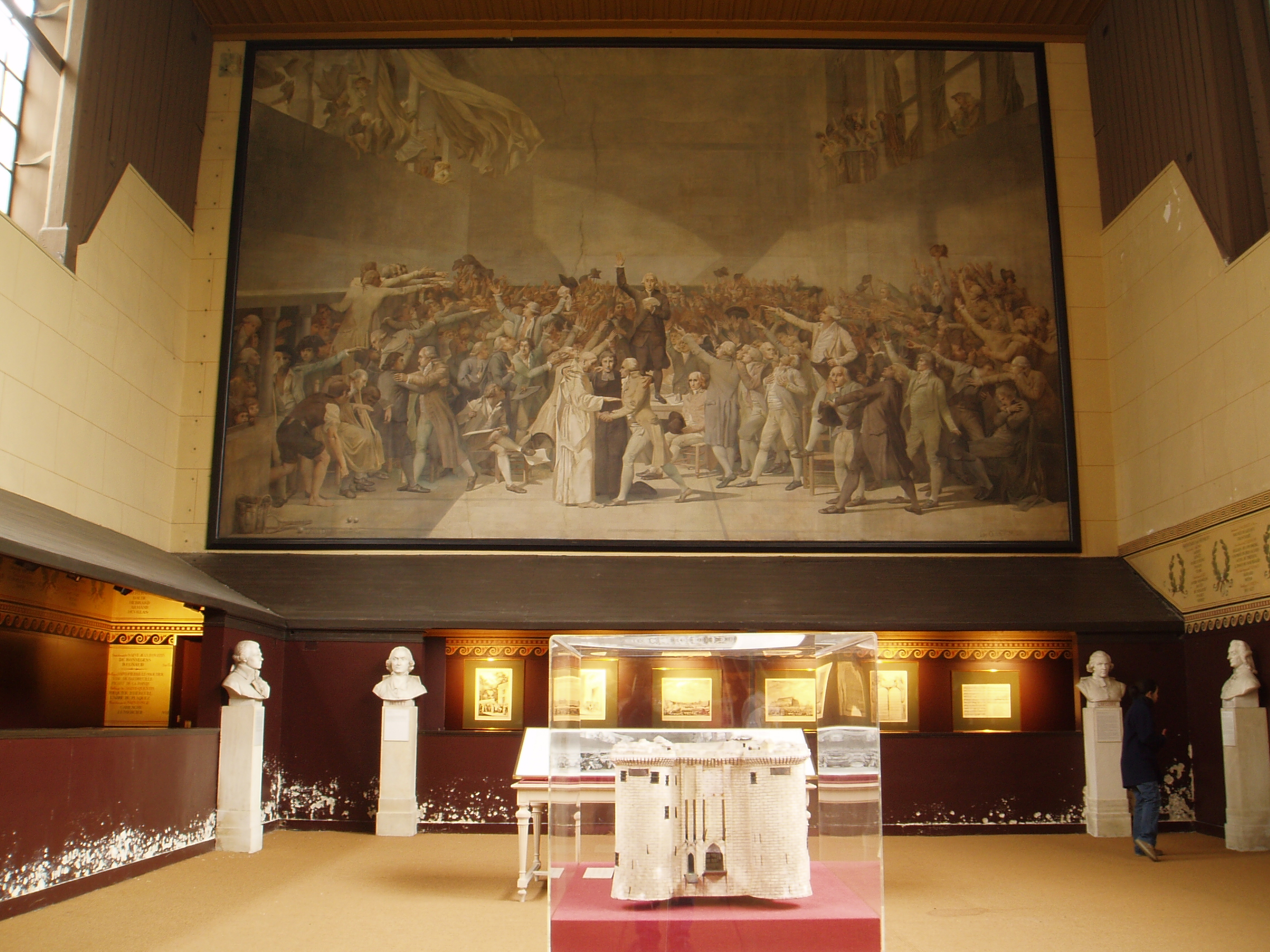
테니스코트의 실내
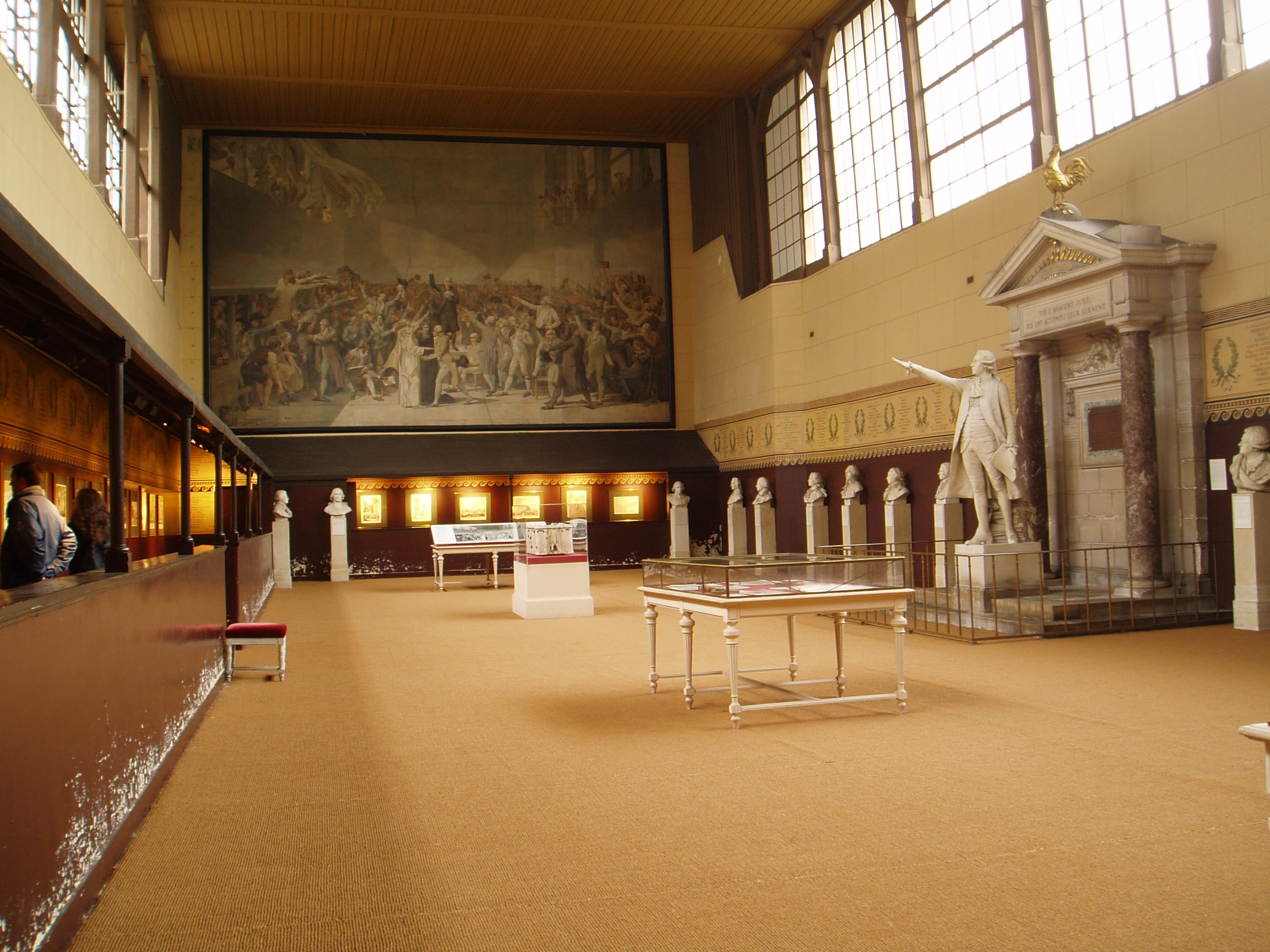
테니스코트의 실내
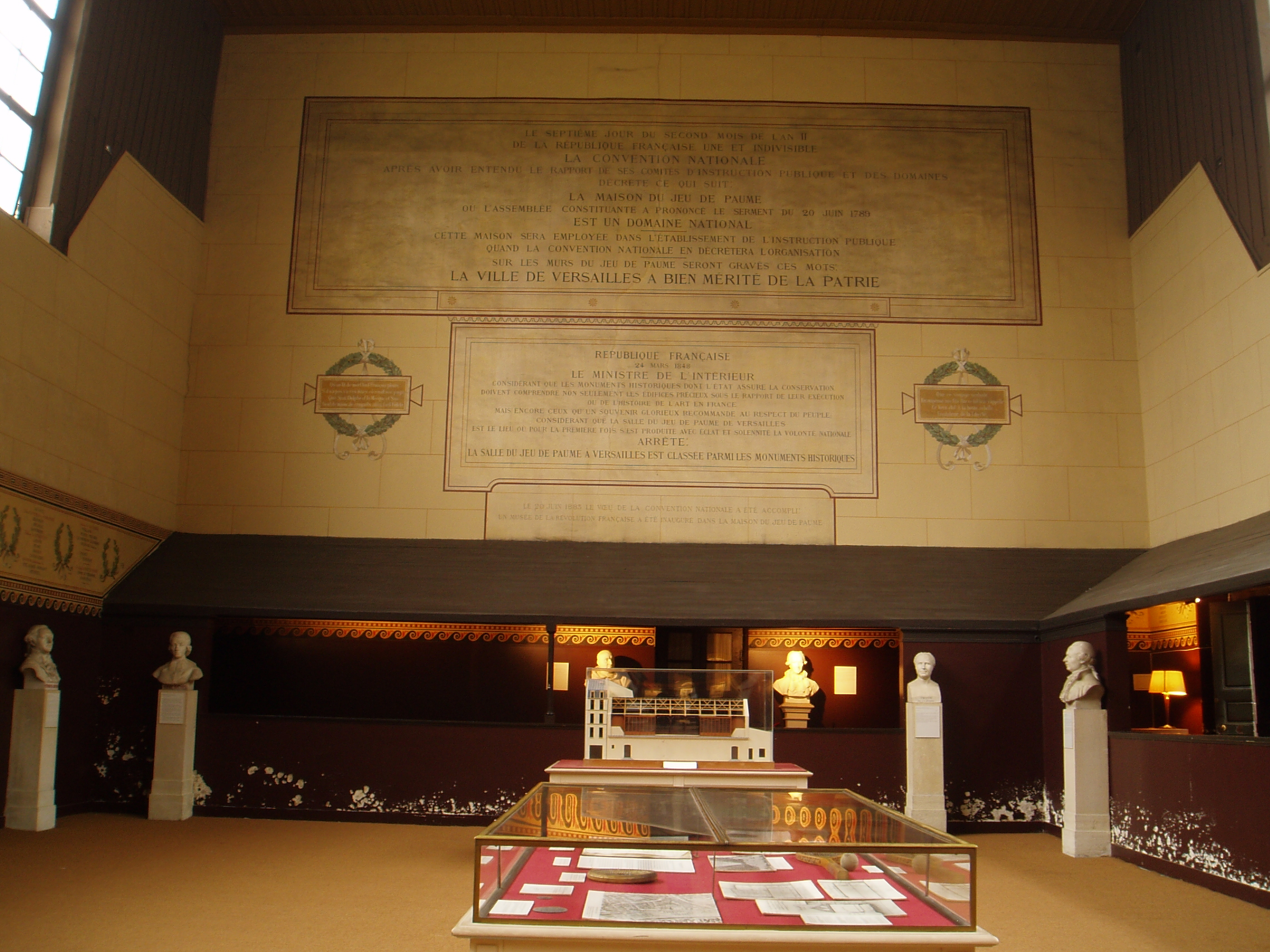
테니스코트의 실내

## 같이 보기
- 명사회
- 삼부회
- 헌법제정국민의회